# Louise Simard
Pour les articles homonymes, voir Louise Simard (femme politique) et Simard.
Louise Simard (née à Montréal le 9 mars 1950) est une écrivaine québécoise.

## Biographie
Née à Montréal, elle grandit à Mont-Laurier et travaille dans un hebdomadaire à Thetford-Mines. Elle a obtenu un baccalauréat en littérature allemande et un brevet en enseignement.
Ses études de cycles supérieurs en littérature l'ont intéressée à l'histoire, et elle s'est consacrée au roman historique. Elle publie dans les revues Châtelaine, Recherches féminines et le journal La Presse.
Elle a écrit sur des femmes québécoises comme Laure Conan, Gaëtane de Montreuil et Louise de Ramezay, et s'intéresse au fiction historique. Simard s'est également intéressée aux aborigènes d'Australie et de l'Amérique du Nord.

## Publications
- La Très Noble Demoiselle, 1992
- La Route de Parramatta, 1998
- Thana, la fille-rivière, 2000
- Les Chats du parc Yengo, 2001
- Thana, les vents de Grand'Anse, 2004
- La Promesse (La Route de l'exode), 2004

## Honneurs
- 1995 - Prix Alfred-Desrochers
- 1996 - Prix Jean-Hamelin, Le Médaillon dérobé
- 2001 - Grand prix littéraire Archambault